# Jack Kilmer
Jack Kilmer (* 6. Juni 1995 als John Wallace Kilmer) ist ein US-amerikanischer Schauspieler.

## Leben
Jack Kilmer wurde als Sohn des Schauspielerpaares Val Kilmer und Joanne Whalley geboren. Er wuchs in Los Angeles auf und besuchte das Center for Early Education, wo er die spätere Regisseurin und Drehbuchautorin Gia Coppola kennenlernte.
2013 schloss er die High School ab und gab sein Filmdebüt als Teddy in Gia Coppolas Palo Alto, basierend auf dem gleichnamigen Buch von James Franco, neben seinem Vater, Emma Roberts und Nat Wolff. In der deutschsprachigen Fassung wurde er von Julius Jellinek synchronisiert.
Im Thriller The Stanford Prison Experiment von Kyle Patrick Alvarez war er 2015 als Jim zu sehen. 2016 hatte er in der Neo-Noir-Filmkomödie von Shane Black The Nice Guys eine Rolle als  Chet. Im britisch-schwedischen Spielfilm Lords of Chaos von Jonas Åkerlund verkörperte er 2018 die Rolle des Pelle Dead Ohlin. Im Thriller Body Brokers von John Swab übernahm er an der Seite von Alice Englert als Opal die männliche Hauptrolle als Utah. Im Western Dead Man’s Hand basierend auf der Graphic Novel No Rest for the Wicked mit Stephen Dorff spielte er den Revolverhelden Reno. Im Actionfilm Detective Knight – Independence mit Bruce Willis verkörperte er den Rettungssanitäter Dezi. Unter der Regie von Ron Krauss drehte er 2023 den Indie-Horrorthriller Open Wounds.

## Filmografie (Auswahl)
- 2013: Palo Alto
- 2015: The Stanford Prison Experiment
- 2015: Len and Company
- 2015: The Spoils Before Dying (Fernsehserie)
- 2016: The Nice Guys
- 2016: Asphyxia (Kurzfilm)
- 2017: Woodshock
- 2018: Lords of Chaos
- 2018: Josie – Sie umgibt ein dunkles Geheimnis (Josie)
- 2018: Wobble Palace
- 2018: Summer '03
- 2018: The Great American Mud Wrestle (Kurzfilm)
- 2018: Helter Skelter (Kurzfilm)
- 2018: Pretenders
- 2019: Hala
- 2019: Butcher Boy (Kurzfilm)
- 2019: Carte Blanche (Kurzfilm)
- 2019: The Follower (Kurzfilm)
- 2019: The Giant
- 2019: Margot (Kurzfilm)
- 2019: Ozzy Osbourne: Under the Graveyard (Musikvideo)
- 2020: Dig (Kurzfilm)
- 2020: The Man in the Woods
- 2021: Body Brokers
- 2021: Hardcore Halbert (Kurzfilm)
- 2021: Immoral Compass – Part 7: Boundaries (Fernsehserie)
- 2021: Law & Order: Organized Crime (Fernsehserie, drei Episoden)
- 2023: Detective Knight: Independence
- 2023: Dead Man’s Hand
- 2025: Bunnylovr